# American Horror Story: Hotel
Truyện kinh dị Mỹ: Khách sạn (tựa gốc: American Horror Story: Hotel) là mùa thứ năm của loạt phim truyền hình ngắn kinh dị Mỹ American Horror Story. Mùa phim khởi chiếu ngày 7 tháng 10 năm 2015 và kết thúc ngày 13 tháng giêng, 2016. Mùa phim được quyết định sản xuất trong tháng 10 năm 2014, với chủ đề Khách sạn được công bố trong tháng hai 2015. Khách sạn là mùa đầu tiên không có sự tham gia của gương mặt thân quen của loạt phim là Jessica Lange. Các diễn viên trở lại tham gia bao gồm: Evan Peters, Sarah Paulson, Denis O'Hare, Lily Rabe, Kathy Bates, Angela Bassett, Chloë Sevigny, Finn Wittrock, Wes Bentley, Gabourey Sidibe, Mare Winningham, Matt Bomer, John Carroll Lynch, và Anthony Ruivivar, cùng với các khuôn mặt mới gồm Lady Gaga, Cheyenne Jackson, và Max Greenfield. Phá lệ ra khỏi cấu trúc độc lập của loạt phim, giống như gánh xiếc quái dị, mùa phim liên kết với mùa thứ nhất và thứ ba, với sự xuất hiện lại của căn nhà sát nhân, chủ cũ của nó là bác sĩ Charles Montgomery (Matt Ross), bà bán nhà Marcy (Christine Estabrook), và nhà ngoại cảm Billie Dean Howard (Sarah Paulson), cùng với Queenie (Gabourey Sidibe) từ mùa ba.
Nội dung xoay quanh một khách sạn bí hiểm tên là Cortez tại Los Angeles, California, vồn nằm trong tầm ngắm của thám tự hình sự John Lowe (Bentley). Cortez là một nơi kỳ dị và quái đản, dưới sự sở hữu của Nữ Bá tước (Lady Gaga), vốn là một tín đồ thời trang bất tử và sống bằng cách uống máu người. Hai mối nguy hiểm chính đề cập trong mùa phim là sát thủ Mười Điều Răn, một kẻ giết người hàng loại với phong cách "kinh Thánh", và con quỷ Nghiện, lẩn khuất trong khách sạn với một cái "của quý" hình mũi khoan.
Theo hai nhà sáng tạo là Brad Falchuk và Ryan Murphy, Khách sạn sẽ tăm tối hơn các phần trước. Các nguồn cảm hứng xuất phát từ các phim kinh dị khách sạn cũ và các khách sạn có thật tại Los Angeles với tiền sử có các hiện tượng mang điềm gở, bao gồm The Cecil. Mùa phim trở lại quay tại Los Angeles, nơi hai mùa đầu tiên của loạt phim đã quay. Khách sạn có một phim trường đồ sộ nhất lịch sử của American Horror Story, với nhà thiết kể bối cảnh Mark Worthington đã xây dựng một phim trường hai tầng với thang máy hoạt động được và cầu thang. Tháng bảy năm 2015, FX bắt đầu chiến dịch quảng bá cho mùa phim với sự tập trung vào sự tham gia của Lady Gaga.
Khách sạn đã nhận nhiều đề cử giải thưởng; bao gồm đề cử NAACP Image Award cho Bassett, đề cử Critics' Choice Television Award cho Paulson, Bentley, và Bates, cùng một chiến thắng Quả cầu Vàng cho Lady Gaga cùng một đề cử Quả cầu Vàng cho chính loạt phim.

## Cốt truyện
Từ những năm 30, yêu chàng tài tử Rudolph Valentino điển trai, cô gái Elizabeth chấp nhận làm kẻ thứ ba. Được sự ưng thuận của người vợ là Natacha Rambova, đời Elizabeth tưởng như đã hoàn hảo.
Rudolph Valentino chết bất ngờ đầy bí ẩn, cô gái Elizabeth rơi vào mối tình hờ với James Patrick March (Evan Peters). Sau khi cưới, cô sống không tình yêu với chồng. Khi biết Rudolph chưa chết mà đã bị nhiễm một loại virus máu cho con người sự sống bất tử, họ chia sẻ thứ virus đó cho nhau và định đưa nhau đi trốn. Trong cơn ghen, James chôn sống cặp đôi bất tử Rudolph Valentino và Natacha Rambova trong khách sạn của mình. Elizabeth, giờ đây bất tử và trở thành Nữ Bá Tước, không hề biết gì về số phận của đôi nhân tình kia. Vốn yêu Elizabeth thật lòng, March cố chiếm trái tim cô trong vô vọng.
Năm tháng trôi qua kéo theo cuộc đời nhiều con người trôi đi, Nữ Bá Tước vẫn mong chờ tin của nhân tình trong vô vọng. March qua đời để lại gia sản cùng khách sạn cho cô. Rất nhiều điều bi thương và thảm kịch xảy ra trong đó. Đứa con bất hiếu Donovan (Matt Bomer), người mẹ bất hạnh Iris (Kathy Bates), người ca sỹ bạc mệnh Sally (Sarah Paulson), người con gái sinh nhầm cơ thể Liz Taylor (Denis O'Hare). Sau khi mất trọn gia sản trong một vụ lừa đảo, Nữ Bá Tước yêu hờ nhà thiết kế Will Drake (Cheyenne Jackson), toan chiếm gia tài.
Nhưng người tính không bằng trời tính, khi hậu duệ của March là John Lowe (Wes Bentley), đến để hoàn thành tác phẩm "Mười Điều Răn" của ông, tất cả đảo lộn. Khi hai thế giới bên ngoài và bên trong va chạm nhau, những người sống và chết phải cố mà giữ lấy mái nhà chung mà họ phụ thuộc: khách sạn Cortez

## Diễn viên và nhân vật

### Chính
- Kathy Bates vai Iris
- Sarah Paulson vai Sally McKenna và Billie Dean Howard
- Evan Peters vai James Patrick March
- Wes Bentley vai Thám tử John Lowe
- Matt Bomer vai Donovan
- Chloë Sevigny vai Bác sĩ Alex Lowe
- Denis O'Hare vai Liz Taylor
- Cheyenne Jackson vai Will Drake
- Angela Bassett vai Ramona Royale
- Lady Gaga vai Elizabeth Johnson / Nữ Bá tước

### Khách mời đặc biệt
- Mare Winningham vai Hazel Evers
- Finn Wittrock vai Tristan Duffy và Rudolph Valentino
- Naomi Campbell vai Claudia Bankson
- Lily Rabe vai Aileen Wuornos
- Gabourey Sidibe vai Queenie

### Phụ
- Lennon Henry vai Holden Lowe
- Richard T. Jones vai Thám tử Andrew Hahn
- Shree Crooks vai Scarlett Lowe
- Lyric Lennon vai Lachlan Drake
- Jessica Belkin vai Wren
- Max Greenfield vai Gabriel
- Helena Mattsson vai Agnetha
- Kamilla Alnes vai Vendela
- Mädchen Amick vai Bà Ellison
- Anton Lee Starkman vai Max Ellison
- Christine Estabrook vai Marcy
- Darren Criss vai Justin
- Alexandra Daddario vai Natacha Rambova

### Khách mời
- Roxana Brusso vai Tiến sĩ Kohan
- David Naughton vai Ông Samuels
- John Carroll Lynch vai John Wayne Gacy
- Seth Gabel vai Jeffrey Dahmer
- Anthony Ruivivar vai Richard Ramirez
- Nico Evers-Swindell vai Craig
- Robert Knepper vai Phó cảnh sát
- Jessica Lu vai Babe
- Kristen Ariza vai Bà. Pritchard
- Mouzam Makkar vai Y tá Leena
- Matt Ross vai Bác sĩ Charles Montgomery
- Charles Melton vai Ông Wu
- David Barrera vai Bác sĩ Kaplan

## Các tập phim
| TT. tổng thể | TT. trong mùa phim | Tiêu đề                       | Đạo diễn          | Biên kịch                  | Ngày phát hành gốc   | Mã sản xuất | Người xem tại U.S. (triệu) |
| ------------ | ------------------ | ----------------------------- | ----------------- | -------------------------- | -------------------- | ----------- | -------------------------- |
| 52           | 1                  | "Checking In"                 | Ryan Murphy       | Ryan Murphy & Brad Falchuk | 7 tháng 10 năm 2015  | 5ATS01      | 5.81                       |
| 53           | 2                  | "Chutes and Ladders"          | Bradley Buecker   | Tim Minear                 | 14 tháng 10 năm 2015 | 5ATS02      | 4.06                       |
| 54           | 3                  | "Mommy"                       | Bradley Buecker   | James Wong                 | 21 tháng 10 năm 2015 | 5ATS03      | 3.20                       |
| 55           | 4                  | "Devil's Night"               | Loni Peristere    | Jennifer Salt              | 28 tháng 10 năm 2015 | 5ATS04      | 3.04                       |
| 56           | 5                  | "Room Service"                | Michael Goi       | Ned Martel                 | 4 tháng 11 năm 2015  | 5ATS05      | 2.87                       |
| 57           | 6                  | "Room 33"                     | Loni Peristere    | John J. Gray               | 11 tháng 11 năm 2015 | 5ATS06      | 2.64                       |
| 58           | 7                  | "Flicker"                     | Michael Goi       | Crystal Liu                | 18 tháng 11 năm 2015 | 5ATS07      | 2.64                       |
| 59           | 8                  | "The Ten Commandments Killer" | Loni Peristere    | Ryan Murphy                | 2 tháng 12 năm 2015  | 5ATS08      | 2.31                       |
| 60           | 9                  | "She Wants Revenge"           | Michael Uppendahl | Brad Falchuk               | 9 tháng 12 năm 2015  | 5ATS09      | 2.14                       |
| 61           | 10                 | "She Gets Revenge"            | Bradley Buecker   | James Wong                 | 16 tháng 12 năm 2015 | 5ATS10      | 1.85                       |
| 62           | 11                 | "Battle Royale"               | Michael Uppendahl | Ned Martel                 | 6 tháng 1 năm 2016   | 5ATS11      | 1.84                       |
| 63           | 12                 | "Be Our Guest"                | Bradley Buecker   | John J. Gray               | 13 tháng 1 năm 2016  | 5ATS12      | 2.24                       |

## Tiếp nhận
American Horror Story: Hotel ban đầu nhận các nhận xét trái chiều từ giới phê bình, nhưng các nhận xét đã dần tích cực hơn qua từng tập. Trang tổng hợp đánh giá Rotten Tomatoes báo cáo tỷ lệ tán dương của mùa phim là 63% (trong khi tỷ lệ cho từng tập là 75%) với điểm trung bình 6.38/10 dựa trên 43 nhận xét. Trang này nhận xét, "phong cách lòe loẹt lấn át cách kể chuyện hiệu quả, phần 5 của American Horror Story làm dàn diễn viên tài năng bị mắc cạn trong khách sạn của Ryan Murphy." Trên Metacritic, mùa phim đạt 60 trên 100 điểm dựa trên 24 nhận xét, cho kết quả "trung bình".
Dan Fienberg của tờ The Hollywood Reporter cho đánh giá tích cực, "Mới đầu thì Hotel không có thu hút tôi lắm với cách kể chuyện, nhưng tôi luôn hứng thú khi chứng kiến những gì loạt phim này làm với những dàn diễn viên cũ và mới. Những điều kỳ dị thường thấy trong loạt phim cũng như sự phô trương thị giác sẽ giữ chân tôi trong một thời gian, ngay cả khi tất cả sự hài hước dường như đã được chuyển vào Scream Queens." Amber Dowling của tờ TheWrap cũng cho nhện xét tốt, "Đây là một trò chơi trí tuệ thị giác, gây khó chịu ruột gan được thiết lập để trở thành một cuộc đột nhập khác vào thế giới kinh dị, như được tưởng tượng bởi Murphy và người cộng sự Brad Falchuk. Loạt phim thường có những câu chuyện không thỏa mãn sự hợp lý, lần này cũng vậy." Willa Paskin của trang Slate gọi mùa phim là "khởi đầu mới hưa hẹn", rằng, "AHS: Hotel giống hai phần đầu (hay) hơn, hai phần sau của American Horror Story."
Ngược lại, Matt Zoller Seitz viết trên tạp chí New York Magazine rằng mùa phim "bối rối, tẻ nhạt, gây phiền nhiễu, và quá tàn bạo", nhưng tán dương mùa phim vì nó "đen tối, kỳ lạ, và (đôi khi) phấn khởi." Although Scott D. Pierce từ The Salt Lake Tribune khen ngợi câu thiết kế sản xuất và quay phim, rằng "dẫn chuyện bị coi nhẹ, các pha hù dọa không hiệu quả và quá chú tâm vào hình thức thay vì nội dung." Mike Hale của tờ The New York Times than phiền rằng "thiếu Jessica Lange làm phim chật vật". Từ trang IGN, Matt Fowler cho điểm rating 5.9 trên 10, chỉ trích mùa giải là "tầm thường" và kết luận "tất cả tình chất và ý nghĩa đã biến mất".
Phần trình diễn của Gaga cũng tạo nhiều bất đồng ý kiến trong giới phê bình. Matt Zoller Seitz của tạp chí Vulture cho rằng Gaga "tệ như Madonna trong các phim thập niên 90, hăng say nhưng không chất." David Weiland của tờ San Francisco Chronicle cho rằng Gaga "tạo ra một ảnh hưởng trực quan to lớn, nhưng phút cô ấy mở miệng để đọc thoại, thì lộ sở đoản rõ ràng luôn." Ben Travers từ trang Indiewire viết: "không dám nói là tài năng của Gaga đóng góp nhiều vào tổng thể, nhưng sự xuất hiện của cô thì rõ là có." Ngược lại, Emily L. Stephens từ The A.V. Club và Jeff Jensen của Entertainment Weekly cùng cho điểm B-. Stephens khen vai của Gaga "được khai thác triệt để và cực kỳ hiệu quả" trong khi Jensen mô tả cô là "biểu tượng mạnh mẽ nhất của chương trình cho tất cả các chủ đề về "Bad Romance" của chúng ta với danh tiếng, tài sản, giới tính và nhiều quan hệ tình dục, chủ nghĩa duy vật và chủ nghĩa tiêu thụ, sự chối bỏ cái chết và sự u mê về sự bất diệt văn hoá". Brian Lowry viết cho tạp chí Variety ca ngợi hình thức của nhân vật của Gaga là "lộng lẫy khung hình" và cảm thấy cô ấy tham gia chương trình là "cực kỳ đúng thời điểm".
Bản mẫu:American Horror Story RT scores S5